# Irlish
Irlish är ett musikalbum av och med Gilbert O'Sullivan, från 2001.

## Låtlista
1. Have It
2. A Sight For Sore Eyes
3. Where The Hell Have You Been
4. Me
5. Say Goodbye
6. Don't I Know It
7. How I Say That I Love You
8. Passport Photos
9. Water Music
10. Fine By Me
11. Two's Company (Three Is Allowed)
12. Love Being Faxed By You
13. Easier Said Than Done
14. Me - Reprise